# Symplocos pycnophylla
Symplocos pycnophylla là một loài thực vật có hoa trong họ Dung. Loài này được Sleumer miêu tả khoa học đầu tiên năm 1937.